# Garamnémetfalva
Garamnémetfalva (szlovákul: Nemecká, németül: Deutschendorf an der Gran) község Szlovákiában, a Besztercebányai kerületben, a Breznóbányai járásban. Garamhídvég és Garamszentmiklós tartozik hozzá.

## Fekvése
Breznóbányától 20 km-re nyugatra, a Garam partján fekszik.

## Története
A település a 13. század második felében keletkezett, 1281-ben „Nempti” alakban említi először oklevél. Alapítói német bányászok voltak, akik a környéken érclelőhelyek után kutattak. 1320-ban „Nemethy”, 1441-ben „Nywiska Ves”, 1455-ben „Nemeczka Wes”, 1464-ben „Nemetfalw”, 1528-ban „Nemethfalwa”, 1563-ban „Teutschendorf” néven szerepel az írott forrásokban. A zólyomlipcsei váruradalom része volt.
A 18. század végén Vályi András így ír róla: „NEMECZKA. Tót falu Zólyom Várm. földes Ura a’ Liptsei Bányászi Kamara, lakosai katolikusok, fekszik Dubovához nem meszsze, és annak filiája, határjában vagyon elég legelője, földgye középszerű, fája van tűzre, és épűletre, határjának fele sovány, hegyes, köves, Garam vize is megszokta önteni, a’ Zólyomi piatzozástól távól esik.”
1828-ban 62 házában 496 lakos élt. Lakosai csipkeveréssel, házalásal, mezőgazdasággal foglalkoztak.
Fényes Elek 1851-ben kiadott geográfiai szótárában így ír a faluról: „Nemeczka, tót falu, Zólyom vmegyében, a Garan völgyén dombon s völgyben, ut. p. Beszterczebánya. Határa 1779 hold és 1553 négyszögöl. Ebből szántó 449, rét 358, legelő 151, káposztás 4 h., erdő 776 hold, Garan folyó 21, ut 3 hold, a négyszögöleket elhagyván. Urbériség 12 telek, majorság 1/4 rész. Igen sovány földje főleg zabot, burgonyát, jó években rozsot terem. Lakja 524 kath., kik jobbára házaló kereskedők. Birka a kamara 1/4 részben a Kindernay család.”
A trianoni diktátumig Zólyom vármegye Breznóbányai járásához tartozott.
A háború után mészégető és téglagyár is üzemelt a községben. A második világháború alatt 1945 januárjában a község mészégetőjében a németek mintegy 900 férfit, nőt és gyereket lőttek agyon és égettek el. 1960-ban csatolták hozzá Garamszentmiklóst.

## Népessége
| Év:            | 1994. | 2004.   | 2014.   | 2024.   |
| -------------- | ----- | ------- | ------- | ------- |
| Emberek száma: | 1708  | 1813    | 1826    | 1691    |
| Eltérés:       |       | +6,14 % | +0,71 % | -7,39 % |

| Év:            | 2023. | 2024.   |
| -------------- | ----- | ------- |
| Emberek száma: | 1694  | 1691    |
| Eltérés:       |       | -0,17 % |

1910-ben 607, túlnyomórészt szlovák anyanyelvű lakosa volt.
2001-ben 1778 lakosából 1734 szlovák volt.
2011-ben 1851 lakosából 1713 szlovák volt.
2021-ben 1730 lakosából 1630 (+5) szlovák, 2 magyar, 11 (+15) cigány, (+2) ruszin, 12 (+5) egyéb és 75 ismeretlen nemzetiségű volt.

## Neves személyek
- Itt végezték ki számos más emberrel együtt Remete Lászlót (1910–1945) evangélikus lelkészt, embermentőt.

## Nevezetességei

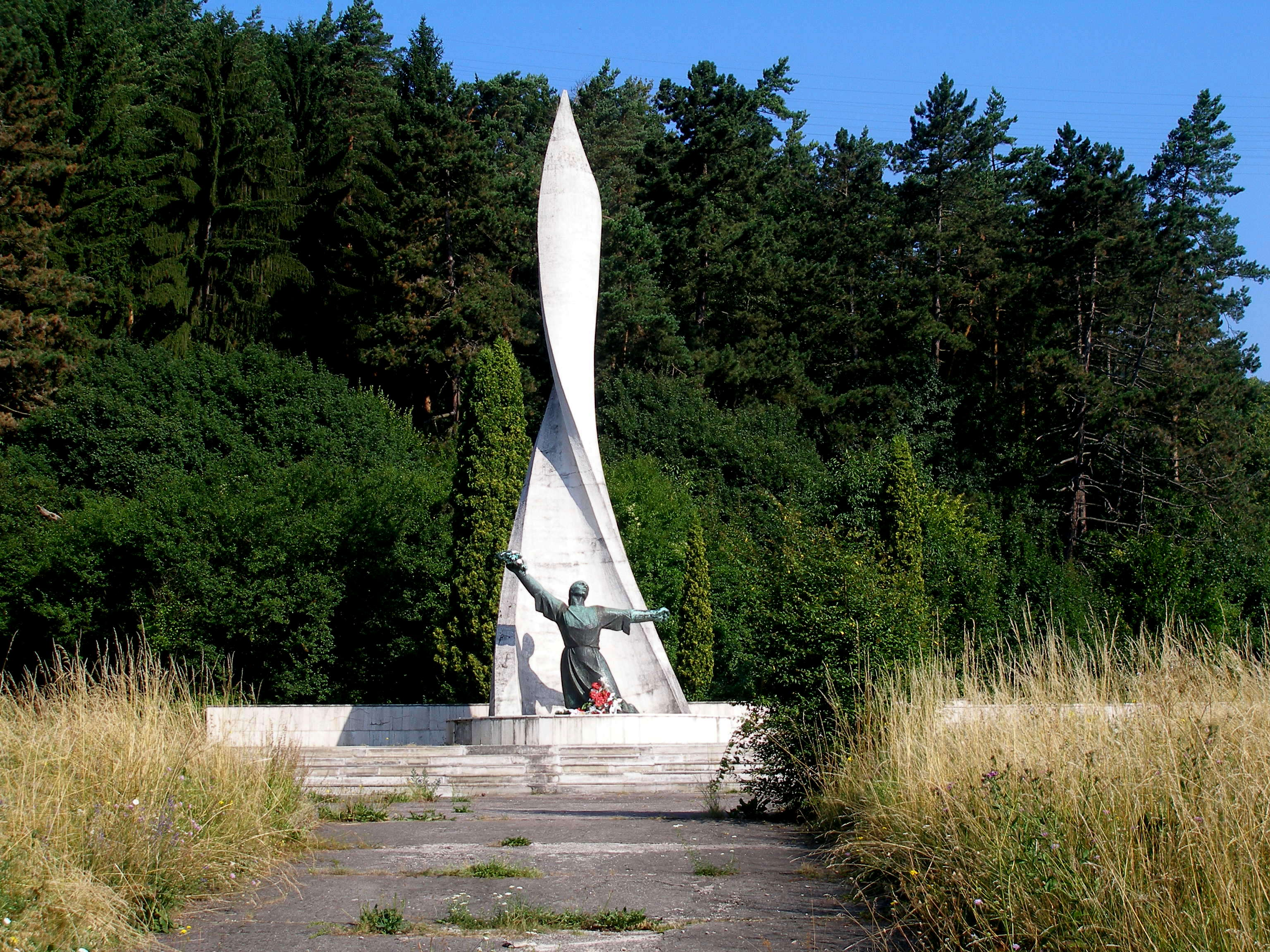

- Szent Miklós tiszteletére szentelt római katolikus temploma a 15. században épült, a 18. században barokk stílusban építették át. Belsejében a gótikus templomhajó részletei ma is láthatók.
- Az egykori mészégető ma emlékhely, kis múzeumában a kivégzések dokumentumait állítják ki.
- A falu határában, az országút mellett áll a Megkínzottak emlékműve, az itt kivégzett partizánok, zsidók és cigányok emlékére. A 2001-ben megrongált emlékművet Ján Filo akadémiai szobrász állította helyre.
- Vízierőműve 1908-ban készült.

## Külső hivatkozások
- Községinfó
- Garamnémetfalva Szlovákia térképén
- Garamnémetfalva az Alacsony-Tátra honlapján
- Tourist-channel.sk
- A garamnémetfalvi emlékhely (szlovákul)
- E-obce.sk

## Lásd még
- Garamhídvég
- Garamszentmiklós